# Missbrauch mit dem Missbrauch
Missbrauch mit dem Missbrauch (gelegentlich auch in der Form „Missbrauch des Missbrauchs“ verwendet) ist ein Schlagwort für den Vorwurf, das Thema sexueller Missbrauch  werde in öffentlichen, politischen und medialen Debatten unangemessen verwendet oder instrumentalisiert. Es bezeichnet sowohl eine Kontroverse, die sich Anfang der 1990er Jahre in Deutschland entwickelte und auf Debatten in den Vereinigten Staaten zurückgeht, als auch die Position derjenigen, die sich gegen diese Praxis aussprechen. Dem Standpunkt des Missbrauchs mit dem Missbrauch werden unter anderem Katharina Rutschky und Reinhart Wolff zugerechnet. Ihnen gegenüber standen Personen, die das Thema des sexuellen Missbrauchs von Kindern an eine breitere Öffentlichkeit gebracht hatten, vor allem Ursula Enders, Gründerin des Vereins „Zartbitter“. Die Auseinandersetzung erstreckte sich auf die Art der öffentlichen Thematisierung, die statistischen Zahlen zur Verbreitung des Tatbestands, die Diagnose, die Therapie und die justizförmige Verarbeitung.

## Prägung der Formel „Missbrauch mit dem Missbrauch“
Die genaue Herkunft der Formulierung ist nicht eindeutig zu klären. Die erste in der Deutschen Nationalbibliothek nachweisbare Verwendung ist eine „Dokumentation“ des Interessenverbands Unterhalt und Familienrecht (ISUV) von 1992.
Nach Karin Jäckel ist die Formel „Missbrauch mit dem Missbrauch“ bereits vor Beginn der damit bezeichneten Debatte vereinzelt in Kreisen pädophiler und päderastischer Personen benutzt worden, um straffreien Sex mit Kindern einzufordern; Jäckel macht jedoch keine näheren Angaben. Alice Schwarzer gab in einem Emma-Editorial 1993 an, Reinhart Wolff habe die Wendung Ende 1990 in der Zeitschrift Sozial Extra erstmals verwendet. Katharina Rutschky wiederum hat die Formel Missbrauch mit dem Missbrauch in einem polemischen Buchbeitrag 1995 als Überschrift benutzt, die Urheberschaft daran aber Ursula Enders (also einer ihrer Gegnerinnen) zugeschrieben. Zu diesem Zeitpunkt hatte sich diese Prägung bereits als Kurzformel für die Kontroverse sowie eine Partei in dieser Kontroverse eingespielt. Möglicherweise handelt es sich um eine Übernahme aus der Asyldebatte; dort lässt sich die Formel „Missbrauch mit dem Missbrauch“ (des Asylrechts) jedenfalls schon zehn Jahre früher nachweisen.
Allerdings ist auch der im Strafgesetzbuch kodifizierte Begriff des sexuellen Missbrauchs selbst sowohl von wissenschaftlicher Seite als auch von Opfergruppen scharf kritisiert worden, da er sprachlich einen nicht strafwürdigen sexuellen Gebrauch (u. a. von Kindern) voraussetze.

## Ausgangssituation
In den Vereinigten Staaten war seit Florence Rushs und Judith Lewis Hermans Veröffentlichungen Ende der 1970er und Anfang der 1980er Jahre eine neue Aufmerksamkeit für das Thema des sexuellen Missbrauchs insbesondere von Vätern an ihren Töchtern entstanden. Die dadurch ausgelösten Debatten fanden später auch ein Echo in der Bundesrepublik Deutschland. Als 1978 Emma erstmals eine Reportage zum Thema brachte, war die Resonanz sehr gering, wie Alice Schwarzer rückblickend feststellte. Wenige Jahre später hatte sich das bereits geändert: 1982 wurde die erste Wildwasser-Beratungsstelle gegründet. Das 1984 erschienene Buch Väter als Täter von Barbara Kavemann und Ingrid Lohstöter erlebte bis in die 1990er Jahre zahlreiche Auflagen. In der Folge wurde eine Reihe von Titeln aus dem Englischen und Französischen ins Deutsche übersetzt (so Rushs Buch, aber auch Masson: Was hat man dir, du armes Kind, getan?). 1987 wurde die Beratungsstelle Zartbitter in Köln gegründet, 1990 schrieb Ursula Enders das Buch Zart war ich, bitter war’s, 1992 erschien die Dissertation Sexueller Missbrauch an Kindern von Dirk Bange mit den Ergebnissen einer schriftlichen Studentenbefragung.
Das Thema „sexueller Missbrauch an Kindern“ hatte damit nicht nur eine erhebliche Medienöffentlichkeit erreicht, sondern auch starke praktische Relevanz erhalten. In vielen Städten gründeten sich Beratungs- und Selbsterfahrungsgruppen und Initiativen.
Bald zeigten sich jedoch in Fachkreisen erhebliche Differenzen bei der Bewertung des Themas. Eine feministische Interpretation des sexuellen Missbrauchs als Ausdruck der Machtausübung von Männern über Frauen und Kinder (Patriarchat) hatte durch die neuen Veröffentlichungen und Initiativen Auftrieb erhalten. Ihr standen andere, bereits etablierte Konzepte in Organisationen des Kinderschutzes (etwa dem Kinderschutzbund) und der Familientherapie gegenüber, die sexuellen Missbrauch in erster Linie als eine Form von Kindesmisshandlung verstanden. Die Diskussion hatte noch nicht die Massenmedien erreicht, war aber bereits 1991 sehr polarisiert. Jörg M. Fegert konstatierte damals: „Jeder Satz in der derzeitigen Diskussion über sexuellen Missbrauch beinhaltet in Deutschland ein für die/den ‚Uneingeweihte/n‘ kaum merkliches ‚Glaubensbekenntnis‘.“
Zudem hatten in den USA und in Großbritannien bereits große Gerichtsverfahren wegen massenhaften Kindesmissbrauchs stattgefunden, die ebenfalls zur Polarisierung der Meinungen beigetragen hatten. Die größte Öffentlichkeitswirkung entfalteten der Prozess um die Kindertagesstätte McMartin in Los Angeles (1987–1990) und der sogenannte Cleveland-Prozess in Middlesbrough (1987).

## Verlauf der Kontroverse
Als Beginn der Auseinandersetzung wurde allgemein die Veröffentlichung einer scharfen Polemik von Katharina Rutschky empfunden: Erregte Aufklärung, 1992. Diese Stellungnahme war in der Folgezeit heftig umstritten. Es gab lobende Rezensionen etwa in der Frankfurter Allgemeinen Zeitung und heftige Kritik von Alice Schwarzer in Emma. Das Forum Kritische Psychologie widmete eine ganze Nummer dem Thema (Nr. 33 [1994]), wo unter anderem Frigga Haug, Klaus Holzkamp und Birgit Rommelspacher Stellung nahmen. Einen Höhepunkt erreichte die Zuspitzung, als Reinhart Wolff, damals Rektor der Alice-Salomon-Hochschule für Sozialarbeit und Sozialpädagogik Berlin, 1994 ebendort gemeinsam mit Katharina Rutschky einen Kongress zum Thema organisierte. Dieser konnte nur hinter verschlossenen Türen und unter Polizeischutz stattfinden. Aus ihm ist ein Handbuch Sexueller Mißbrauch hervorgegangen. Wolff wurde kurze Zeit darauf als Rektor abgewählt. Die damalige Frauenbeauftragte der Hochschule, Gitti Hentschel, organisierte im folgenden Jahr einen Gegenkongress, der ebenfalls in einem Buch dokumentiert ist: Skandal und Alltag. Sexueller Mißbrauch und Gegenstrategien.
Gegendemonstranten versuchten, Veranstaltungen zu verhindern, in denen Exponenten des „Missbrauchs mit dem Missbrauch“ auftraten. Dies kam nicht nur bei dem Berliner Kongress von 1994 vor; im Jahr 1995 richtete sich die Empörung vor allem gegen den Satiriker Wiglaf Droste, der in einem Text in der Zeitschrift Titanic (Zur Dialektik von Vatermutterkind) und einer Glosse Der Schokoladenonkel bei der Arbeit die von ihm angenommene „Hysterie“ beim Thema Sexueller Missbrauch ironisierte.
Eine andere Entwicklung war ebenfalls für die öffentliche Wirkung des Diskurses verantwortlich: Es kam zunächst in Münster 1992 zu einem spektakulären Prozess gegen einen Erzieher, dem vorgeworfen wurde, in einer Kindertagesstätte in Coesfeld zahlreiche Kinder sexuell missbraucht zu haben. Das als Montessori-Prozess bekannt gewordene Verfahren wurde in allen Massenmedien intensiv verfolgt und kommentiert. Es endete nach einem heftigen Gutachterstreit 1995 mit einem Freispruch. 1993 begannen vergleichbare Großverfahren, die Prozesse in Worms und in Flachslanden.
Parallel zu diesen Debattensträngen verlief eine Kampagne des Verbands ISUV/VDU, die mit einer Pressemitteilung im Januar 1992 begann und diverse Veranstaltungen einschloss. Der Verband, der für die regelmäßige Erteilung des gemeinsamen Sorgerechts für beide Eltern eintrat, behauptete eine erhebliche Zunahme von Missbrauchsvorwürfen in Sorgerechts- und Umgangsrechtsverfahren sowie eine hohe Quote von Falschbeschuldigungen. Die Angaben wurden jedoch im Folgenden massiv in Zweifel gezogen. Eine Zunahme von Missbrauchsvorwürfen in familiengerichtlichen Verfahren ließ sich in empirischen Untersuchungen nicht erhärten, der Anteil dieser Fälle liegt einer Studie von 2000 zufolge durchgängig bei etwa drei Prozent und damit sehr niedrig. In den vorgefundenen Fällen von Missbrauchsvorwürfen vor Familiengerichten ergab sich allerdings ein „sehr hoher Anteil von zweifelhaften bzw. nicht belegbaren Vorwürfen“.

## Themen der Auseinandersetzung
Mindestens vier Themen lassen sich durchgängig festhalten. Zunächst war die Verbreitung sexuellen Missbrauchs in der Gesellschaft, speziell in der deutschen Gesellschaft, heftig umstritten. Gemeinsamer Referenzpunkt fast aller Debattenbeiträge war eine Studie des Psychologen Michael C. Baurmann für das Bundeskriminalamt (1983). Er ging von den Daten der amtlichen Kriminalstatistik aus (Anzeigen wegen Verstößen gegen die einschlägigen Strafrechtsparagrafen), analysierte die Verteilung dieser Daten und versuchte eine Dunkelziffer zu schätzen, da die Kriminalstatistik lediglich das Hellfeld erfassen kann.
Zweitens ging es um die Explorationsmethoden beim Verdacht auf sexuellen Missbrauch. Hier entzündete sich die Kritik an der Arbeit der Beratungsstellen von Wildwasser und Zartbitter und fand einen Fokus in den Anleitungen und Gutachten des Psychiaters Tilman Fürniss, die eine große Rolle beim Ingangkommen des ‚Montessori-Prozesses‘ gespielt hatten. Die Leiterin von Zartbitter Köln, Ursula Enders, distanzierte sich von dem gleichnamigen Verein in Coesfeld und dessen von Fürniss entwickelten Befragungsmethoden.
Drittens findet sich insbesondere in den Beiträgen von Katharina Rutschky eine scharfe Kritik an der von ihr unterstellten Inszenierung und Instrumentalisierung des Themas für politische Anliegen des Feminismus, zusammengefasst in der griffigen Formel: „Kindesmißhandlung plus Feminismus gleich sexueller Kindesmißbrauch.“
Viertens wurde von Interessenorganisationen (etwa dem ISUV) der Vorwurf erhoben, der Vorwurf des sexuellen Missbrauchs werde insbesondere in Streitigkeiten um das Sorgerecht für gemeinsame Kinder instrumentalisiert.
In einem kurzen Resümee hielt Ilse Lenz 2009 fest, es sei bei der Bearbeitung des Missbrauchsthemas „in Einzelfällen auch zu problematischen Diagnosen und vorschnellen Verdächtigungen“ gekommen. Sie registriert polemische Angriffe auf die Bewegung gegen sexuellen Missbrauch seitens Rutschky und Wolff, die zu einem „hart ausgetragenen Konflikt“ geführt hätten. Dieser „erwies sich letztlich als nicht lösbar“.
Die durch das Medienspektakel ins Zentrum der Öffentlichkeit gerückten Vorwürfe stellten, so Karin Jäckel, die „in zehn Jahren mühsam erkämpfte Glaubwürdigkeit der Opfer wieder in Frage“.

## Einzelne Thesen
Rutschky und Wolff bezweifelten Behauptungen über das Ausmaß sexueller Gewalt gegen Mädchen und Jungen und kritisierten den ihrer Aussage nach „missionarischen Aktivismus“ von Kinderschutzbeauftragten, der dazu geführt hätte, dass Kinder bei ihrer Meinung nach nicht gerechtfertigtem Missbrauchsverdacht aus Familien gerissen und sexuelle Gewalt im Sorgerechtsstreit missbraucht worden wäre. Falsche Missbrauchsvorwürfe würden im Sorgerechtsstreit zum Zweck des Rufmordes oder bei verschmähter Liebe eingesetzt, so Wolff und Rutschky. Die Kinder- und Jugendpsychiaterin Helga Simchen stellte die Genauigkeit von Erinnerungen in Frage, die durch bestimmte Therapietechniken („Recovered-memory therapy“ bzw. „Therapie zur Aufdeckung von Erinnerungen“) gewonnen wurden, und führte ein Beispiel an, bei dem ein Gerichtsurteil revidiert werden musste, weil die Anschuldigungen laut Simchen auf einer verfälschten Erinnerung der Kinder basierten.
Eine vom Bundesbeauftragten für Fragen des sexuellen Kindesmissbrauchs herausgegebene Broschüre bezeichnet Behauptungen, die Anschuldigungen seien meist falsch und ein falscher Verdacht könne ein ganzes Leben zerstören, als „Mythos“. Sie geht davon aus, dass das Thema des falschen Verdachts unangemessen viel Raum in der Diskussion um sexualisierte Gewalt gegen Kinder und Jugendliche finde. Die verstärkte Auseinandersetzung mit sexualisierter Gewalt in Kindheit und Jugend sei erfolgt, weil unzählige betroffene Mädchen und Jungen sexualisierte Gewalt erleben mussten und damit allein gelassen worden seien. Sie rät dazu, im Falle der Ausräumung eines Verdachts ein Rehabilitierungsverfahren anzuwenden.
Die Datenlage zur Häufigkeit sexueller Gewalt an Kindern und Jugendlichen gilt als mager, in einzelnen Bereichen sogar als dürftig; dies ist in Deutschland wie auch in vergleichbaren anderen Ländern der Fall.

## TV-Beitrag
- 1994 Spiegel TV: Eskalation beim Kongress über sexuellen Missbrauch 9.10 Minuten